# یواس‌اس سینکلر (دی‌دی-۲۷۵)
یواس‌اس سینکلر (دی‌دی-۲۷۵) (به انگلیسی: USS Sinclair (DD-275)) یک کشتی بود که طول آن ۳۱۴ فوت ۴ ۱⁄۲ اینچ (۹۵٫۸۲۲ متر) بود. این کشتی در سال ۱۹۱۹ ساخته شد.